# Teinobasis nigra
Teinobasis nigra là một loài chuồn chuồn kim trong họ Coenagrionidae.
Teinobasis nigra được miêu tả khoa học năm 1928 bởi Campion in Laidlaw.